# Marta Świderska-Pelinko
Marta Świderska-Pelinko (ur. 1953 w Katowicach) – polska pisarka, poetka, tłumaczka, animatorka i działaczka kultury.

## Życiorys
Jako jedyne dziecko urzędniczki i oficera Ludowego Wojska Polskiego początkowe lata życia spędziła w Katowicach – miejscu urodzenia i Bytomiu. Z Rzeszowem związana od dziewiątego roku życia, gdzie ukończyła szkołę podstawową oraz liceum ogólnokształcące. Po maturze kontynuowała naukę w Medycznym Studium Zawodowym. Przez trzynaście lat pracowała w zawodzie. Następnie ukończyła Małopolski Instytut Gospodarczy w Krakowie, kierunek psychologiczno-socjologiczny ze specjalnością zarządzenie potencjałem ludzkim. Jest matką jednego syna. Pasjonuje się historią i literaturą. Jest członkiem Związku Literatów Polskich oraz Zarządu Głównego ZLP. W latach 2003–2012 w rzeszowskim oddziale ZLP pełniła kolejno funkcje sekretarza, wiceprezesa, prezesa. W latach 2011–2015 była członkiem Komisji Kwalifikacyjnej ZG ZLP. Założycielka Integracyjnej Grupy Literackiej Parnas przy wydawnictwie Abilion. Dla Wydawnictwa Abilion tłumaczy teksty literackie z języka słowackiego na język polski. Jest redaktor naczelną dziennika literackiego Shyhta. Inicjatorka i prowadząca spotkania autorskie, warsztaty literackie w kraju i poza jego granicami, współorganizatorka międzynarodowych spotkań, biesiad i sesji literackich, współautorka i redaktorka antologii poetyckich oraz prozatorskich, zeszytów literackich, autorka recenzji i krytyki literackiej.

## O twórczości
Nagradzana w wielu ogólnopolskich konkursach literackich. W prozie i poezji podejmuje ważką tematykę roli kobiety we współczesnym świecie, w rodzinie, jej uczuć, odczuć, lęków i trosk, relacji międzypokoleniowych. Dotyka problemów egzystencjalnych współczesnego człowieka, kontrastuje zależności polityczne i ekonomiczne na przełomie wieków. Tłumaczona i publikowana w prasie krajowej i zagranicznej w językach: angielski, bułgarski, gruziński, litewski, niemiecki, rosyjski, serbski, słowacki, ukraiński, wietnamski.

## Nagrody
- 2007 rok – Literacka Nagroda I stopnia Prezydenta i Rady Miasta Rzeszowa za całokształt twórczości literackiej i działalności kulturalnej
- 2009 rok – Literacka Nagroda Marszałka i Zarządu Województwa Podkarpackiego za wybitne osiągnięcia w dziedzinie twórczości artystycznej, upowszechniania i ochrony kultury
- 2017 rok – Nagroda Prezydenta Rzeszowa za osiągnięcia w dziedzinie twórczości artystycznej, upowszechniania i ochrony kultury, w tym promocji miasta Rzeszowa
- 2017 rok – Odznaka Honorowa Ministra Kultury i Dziedzictwa Narodowego „Zasłużony dla Kultury Polskiej”
- 2022 rok – Odznaka Honorowa Związku Literatów Polskich za wybitne zasługi dla organizacji
- 2024 rok – Brązowy Medal Zasłużony Kulturze Gloria Artis

## Publikacje

### Proza
- 2003 rok – W labiryncie bólu, ISBN 83-918614-0-6
- 2007 rok – Tułaczy smak edenu, ISBN 978-83-925021-7-3 (2010, w języku słowackim)
- 2010 rok – Za drzwiami deszczu, ISBN 978-83-62252-01-5
- 2014 rok – Tam gdzie łkają skrzypce, ISBN 978-83-933323-8-0

### Poezja
- 1996 rok – Zatrzymany czas, ISBN 83-902499-1-X
- 2006 rok – Refleksje, ISBN 83-89930-23-4
- 2012 rok – Poza ramami, ISBN 978-83-933323-1-1
- 2016 rok – Wędrowanie, ISBN 978-83-941911-5-3
- 2021 rok – To nie takie proste, ISBN 978-83-948089-5-2

### Tłumaczenia
- 2011 rok – Kwartalnik Wyspa – Peter Karpinský
- 2013 rok – Powroty piekła, ISBN 978-83-933323-9-7 – Radovan Brenkus
- 2013 rok – Powróz w domu wisielca, ISBN 978-83-933323-3-5 – Pavol Hudák
- 2014 rok – Fragmenty z nieczęstą tęsknotą za spójnością, ISBN 978-83-933323-4-2 – Etela Farkašová
- 2015 rok – Strażnik jeziora, ISBN 978-83-941911-0-8 – Ľudovít Petraško
- 2016 rok – Portrety z bliska (antologia współczesnej słowackiej prozy), ISBN 978-83-941911-6-0
- 2017 rok – Śnienie z bestią, ISBN 978-83-941911-8-4 – Radovan Brenkus
- 2018 rok – Plac Świętej Elżbiety, ISBN 978-83-948089-2-1 – Rudolf Jašík
- 2019 rok – Mechanika pękania, ISBN 978-83-948089-3-8 – Martin Vlado
- 2020 rok – Scenariusz, ISBN 978-83-948089-4-5 – Etela Farkašová
- 2021 rok – Uratowanie świata według G., ISBN 978-83-948089-7-6 – Etela Farkašová
- 2022 rok – Mgły na świtaniu, ISBN 978-83-948089-8-3 – Milo Urban
- 2022 rok – Pieskie dni, ISBN 978-83-966200-1-9 – Dušan Mitana
- 2023 rok – Trzynaście, ISBN 978-83-966200-3-3 – Jana Bodnárová

### Almanachy, opracowania redakcyjne
- 2000 rok – Wspólna obecność, ISBN 83-87840-32-7 (ZLP)
- 2006 rok – Humor zeszytów szkolnych, ISBN 83-60222-01-0 (Ad Oculos)
- 2006 rok – Tajemnice karcianych oszustów, ISBN 83-60222-14-2 (Ad Oculos)
- 2007 rok – 40 lat wspólnej obecności, ISBN 978-83-925021-0-4 (ZLP)
- 2015 rok – Shyhta 2015, ISBN 978-83-941911-1-5 (Wydawnictwo Abilion)
- 2015 rok – Zakamarki, ISBN 978-83-941911-2-2 (Wydawnictwo Abilion)
- 2016 rok – Tu i teraz, ISBN 978-83-941911-7-7 (Wydawnictwo Abilion)